# Коль Сверкерссон
Коль Сверкерссон (? — після 1173) — король Швеції у 1167–1173 роках, боровся з Еріками.

## Життєпис
Походив з династії Сверкерів. Син Сверкера I, короля Швеції, та Рикси, доньки Болеслава III П'яста, короля Польщі. Отримав ім'я на честь діда по батьківській лінії.
У 1167 році після вбивства свого зведеного брата Карла висунув свої права на трон. Коль разом з братом Буріслевом стали фактичними свіправителями Кнута Ерікссона. Втім влада Коля здебільшого обмежувалася Естерйотландом.
У 1173 році Коль Сверкерссон разом з братом зазнав поразки у битві при Б'єльбу в Естерйотланді. Його подальша доля невідома. Ймовірно він загинув у битві.